# Friedeberger Bahnen
| Streckennummer: | PKP 426              |                                                               |                                                               |
| Kursbuchstrecke: | DR 115k (1934)       |                                                               |                                                               |
| Streckenlänge: | 36,9 km              |                                                               |                                                               |
| Spurweite: | 1435 mm (Normalspur) |                                                               |                                                               |
| |                      |                                                               |                                                               |
| \| \| \| Stargard-Cüstriner Eisenbahn / von Stargard \| \| \| \| 30,2 \| Lubiana Pyrzycka (Alt Libbehne) \| Lubiana Pyrzycka (Alt Libbehne) \| \| \| \| Stargard-Cüstriner Eisenbahn nach Kostrzyn nad Odrą (Küstrin) \| \| \| \| 27,6 \| Boguczyny (Gottberg (Kr Pyritz)) \| Boguczyny (Gottberg (Kr Pyritz)) \| \| \| 25,7 \| Bukwica (Buchholz (Neum)) \| Bukwica (Buchholz (Neum)) \| \| \| 23,4 \| Przekolno (Groß Ehrenberg) \| Przekolno (Groß Ehrenberg) \| \| \| 20,4 \| Będargowo (Groß Mandelkow) \| Będargowo (Groß Mandelkow) \| \| \| 18,7 \| Będargowiec (Neu Mandelkow) \| Będargowiec (Neu Mandelkow) \| \| \| 16,3 \| Jarosławsko (Gerzlow) \| Jarosławsko (Gerzlow) \| \| \| 12,9 \| Żabicko (Seegenfelde (Neum)) \| Żabicko (Seegenfelde (Neum)) \| \| \| 10,0 \| Bobrówko (Breitenstein (Neum)) \| Bobrówko (Breitenstein (Neum)) \| \| \| 5,9 \| Sokólsko (Falkenstein (Neum)) \| Sokólsko (Falkenstein (Neum)) \| \| \| 4,1 \| Bronowice (Braunsfelde) \| Bronowice (Braunsfelde) \| \| \| 0,0 6,7 \| Strzelce Krajeńskie (Friedeberg (Neum) Stadt) \| Strzelce Krajeńskie (Friedeberg (Neum) Stadt) \| \| \| 5,8 \| Strzelczyki (Friedeberg (Neum) Siedlung) \| Strzelczyki (Friedeberg (Neum) Siedlung) \| \| \| 2,1 \| Zwierzyn Krajeński (Neu Mecklenburg) \| Zwierzyn Krajeński (Neu Mecklenburg) \| \| \| \| Preußische Ostbahn von Kostrzyn nad Odrą (Küstrin) \| \| \| \| 0,0 \| Strzelce Krajeńskie Wschód (Friedeberg (Neum)) \| Strzelce Krajeńskie Wschód (Friedeberg (Neum)) \| \| \| \| Preußische Ostbahn nach Krzyż Wielkopolski (Kreuz) \| \| |                      |                                                               |                                                               |
| Strecke (außer Betrieb) |                      | Stargard-Cüstriner Eisenbahn / von Stargard                   | Stargard-Cüstriner Eisenbahn / von Stargard                   |
| Bahnhof (Strecke außer Betrieb) | 30,2                 | Lubiana Pyrzycka (Alt Libbehne)                               | Lubiana Pyrzycka (Alt Libbehne)                               |
| Abzweig geradeaus und nach rechts (Strecke außer Betrieb) |                      | Stargard-Cüstriner Eisenbahn nach Kostrzyn nad Odrą (Küstrin) | Stargard-Cüstriner Eisenbahn nach Kostrzyn nad Odrą (Küstrin) |
| Haltepunkt / Haltestelle (Strecke außer Betrieb) | 27,6                 | Boguczyny (Gottberg (Kr Pyritz))                              | Boguczyny (Gottberg (Kr Pyritz))                              |
| Dienststation / Betriebs- oder Güterbahnhof (Strecke außer Betrieb) | 25,7                 | Bukwica (Buchholz (Neum))                                     | Bukwica (Buchholz (Neum))                                     |
| Haltepunkt / Haltestelle (Strecke außer Betrieb) | 23,4                 | Przekolno (Groß Ehrenberg)                                    | Przekolno (Groß Ehrenberg)                                    |
| Haltepunkt / Haltestelle (Strecke außer Betrieb) | 20,4                 | Będargowo (Groß Mandelkow)                                    | Będargowo (Groß Mandelkow)                                    |
| Haltepunkt / Haltestelle (Strecke außer Betrieb) | 18,7                 | Będargowiec (Neu Mandelkow)                                   | Będargowiec (Neu Mandelkow)                                   |
| Bahnhof (Strecke außer Betrieb) | 16,3                 | Jarosławsko (Gerzlow)                                         | Jarosławsko (Gerzlow)                                         |
| Haltepunkt / Haltestelle (Strecke außer Betrieb) | 12,9                 | Żabicko (Seegenfelde (Neum))                                  | Żabicko (Seegenfelde (Neum))                                  |
| Bahnhof (Strecke außer Betrieb) | 10,0                 | Bobrówko (Breitenstein (Neum))                                | Bobrówko (Breitenstein (Neum))                                |
| Haltepunkt / Haltestelle (Strecke außer Betrieb) | 5,9                  | Sokólsko (Falkenstein (Neum))                                 | Sokólsko (Falkenstein (Neum))                                 |
| Haltepunkt / Haltestelle (Strecke außer Betrieb) | 4,1                  | Bronowice (Braunsfelde)                                       | Bronowice (Braunsfelde)                                       |
| Bahnhof (Strecke außer Betrieb) | 0,0 6,7              | Strzelce Krajeńskie (Friedeberg (Neum) Stadt)                 | Strzelce Krajeńskie (Friedeberg (Neum) Stadt)                 |
| Bahnhof (Strecke außer Betrieb) | 5,8                  | Strzelczyki (Friedeberg (Neum) Siedlung)                      | Strzelczyki (Friedeberg (Neum) Siedlung)                      |
| Bahnhof (Strecke außer Betrieb) | 2,1                  | Zwierzyn Krajeński (Neu Mecklenburg)                          | Zwierzyn Krajeński (Neu Mecklenburg)                          |
| Abzweig ehemals geradeaus und von rechts |                      | Preußische Ostbahn von Kostrzyn nad Odrą (Küstrin)            | Preußische Ostbahn von Kostrzyn nad Odrą (Küstrin)            |
| Bahnhof | 0,0                  | Strzelce Krajeńskie Wschód (Friedeberg (Neum))                | Strzelce Krajeńskie Wschód (Friedeberg (Neum))                |
| Strecke |                      | Preußische Ostbahn nach Krzyż Wielkopolski (Kreuz)            | Preußische Ostbahn nach Krzyż Wielkopolski (Kreuz)            |

Die Friedeberger Bahnen wurden nach dem Ersten Weltkrieg vom Landesverkehrsamt Brandenburg betrieben. Ihr Mittelpunkt war die damalige Kreisstadt Friedeberg in der Neumark im Ostteil der preußischen Provinz Brandenburg rechts der Oder. Der Landkreis Friedeberg Nm. wurde 1938 von der Provinz Brandenburg abgetrennt und dem Regierungsbezirk Grenzmark Posen-Westpreußen in der Provinz Pommern unterstellt.

## Friedeberger Kleinbahn
Den Südteil des Kreises durchzog seit 1857 in Ost-West-Richtung parallel zum Flusslauf der Netze die Preußische Ostbahn. Die Station Friedeberg lag jedoch 7 km südlich von der Kreisstadt entfernt, so dass der Kreis am 4. Oktober 1897 als kommunalen Eigenbetrieb die normalspurige Friedeberger Kleinbahn vom Staatsbahnhof zur Stadt eröffnete und sie zur Betriebsführung der Königlichen Eisenbahndirektion Bromberg unterstellte.

## Kleinbahn Friedeberg-Alt Libbehne GmbH
Um auch den Norden des Kreises besser zu erschließen und eine Verbindung nach Pommern herzustellen, plante man anschließend den Bau einer weiteren Kleinbahn von Friedeberg nach Alt Libbehne, wo sie an die Staatsbahnstrecke Arnswalde – Berlinchen – Soldin anschloss. Weil diese 30 km lange Trasse auch die Kreise Soldin und Pyritz durchzog, wurde eine GmbH gegründet, an der alle Interessenten – Kreise und Gemeinden – beteiligt werden konnten.
Die Kleinbahn Friedeberg-Alt Libbehne GmbH eröffnete ihre Strecke am 15. Juli 1902 und ließ sie ebenfalls von der KED Bromberg betreiben, so dass ein einheitlicher Betrieb entstand, dessen Mittelpunkt der Stadtbahnhof Friedeberg war. Von dort fuhren 1939 zwölf Züge und Triebwagen zum Reichsbahnhof, wo allerdings keine Schnellzüge hielten. Die Strecke nach Alt Libbehne wurde damals fünfmal am Tage befahren. Das letzte Kursbuch vor Kriegsende weist sechs Fahrten zum Reichsbahnhof und vier nach Alt Libbehne aus.

## Betrieb nach 1945
Nach Übernahme durch die Polnischen Staatsbahnen (PKP) ruhte der Betrieb zunächst vollständig. Um 1950 wurde der Personenverkehr auf der Strecke Strzelce Krajeńskie Wschód (Friedeberg)–Strzelce Krajeńskie (Friedeberg Stadt) wieder aufgenommen, wobei die beiden Zwischenhalte nicht mehr bedient wurden. Die weitere Strecke nach Lubiana Pyrzycka (Alt Libbehne) wurde zumindest im Personenverkehr nicht wieder eröffnet, sie wurde 1961 abgebaut. Der Personenverkehr auf der ehemaligen Friedeberger Kleinbahn endete 1962.